# Szabadkai egyházmegye
A Szabadkai egyházmegye (Szabadkai püspökség) a római katolikus egyház egyházszervezeti egysége a Vajdaságban, a Szerb Köztársaság területén, mely Bácska déli részét foglalja magába. Az egyházmegye székhelye Szabadka, székesegyháza a szabadkai Szent Teréz-székesegyház. Védőszentje Szent Pál apostol apostol. Az egyházmegye a Belgrádi főegyházmegye szuffragán egyházmegyéje.
A Szent Cirill és Metód Nemzetközi Püspöki Konferenciához tartozó egyházmegyék közül messze a legnépesebb; ennek székhelyét a hozzá tartozó Újvidéken alakítják ki. A szabadkai püspököt a horvát püspökkari ülésekre is meghívják megfigyelőként, a bácskai horvátok képviselőjeként. Püspöke Slavko Večerin 2022. augusztus 26-án elhunyt, az egyházi törvények alapján a Tanácsosok testülete a püspöki szék betöltéséig, illetve más intézkedésig Msgr. Fazekas Ferenc, eddigi általános helynököt választotta meg egyházmegyei kormányzónak. Ferenc pápa Fazekas Ferencet nevezte ki az egyházmegye püspökének 2023. október 7-én.

## Terület
Az egyházmegye a Bácska Szerbiához tartozó nagyobbik, déli, mintegy 8000 km²-es részét foglalja magába. Nyugatról és délről a Duna, keletről a Tisza, északról a magyar–szerb államhatár határolja.

### Szomszédos egyházmegyék
- Diakovár-Eszéki főegyházmegye (délnyugat)
- Pozsegai egyházmegye (nyugat)
- Kalocsa-Kecskeméti főegyházmegye (északnyugat)
- Szeged-Csanádi egyházmegye (északkelet)
- Nagybecskereki egyházmegye (délkelet)
- Szerémi római katolikus egyházmegye (dél)

## Történelem

### A Kalocsa-Bácsi érsekség
A Szabadkai egyházmegye története a Bácsi érsekségre vezethető vissza, amelyet Szent László király alapított 1090 körül. A Zágrábi egyházmegye 11. századi alapító okmánya kortársként említi Fábiánt, mint bácsi érseket. A Bácsi érsekség székhelye Bács városa volt.
Legkésőbb 1090-re Szent László rendeletére Bács is érseki székhelye lett a Kalocsai érsekségnek, megalapítva ezzel a Kalocsa-Bácsi érsekséget. Az érsekek hol Bácsott, hol pedig Kalocsán székeltek, de gyakran csak mint kalocsai, néha azonban úgy is mint bácsi érsekek írtak alá. Így a „mindörökre” egyesült érsekségnek továbbra is két székesegyháza és káptalanja volt: a nagyobbik Bácson, a kisebbik Kalocsán (Nagy Lajostól már a kalocsai székesegyház volt a nagyobb.)
Bácskának azon a részén, amely most Szerbiához tartozik, egészen a mohácsi csatáig (1526) virágzott a vallási élet. Számos szerzetesközösség megtelepedett a vidéken. A szerzetesek és szerzetes nővérek összesen 10 különböző apátsághoz és 9 elöljárósághoz tartoztak.
A török uralom idején földúlták nem csak a kolostorokat, hanem szinte minden keresztény kegyhelyet. A törökök feletti győzelem után többé nem újították fel sem a Bácsi káptalant, sem a bácsi székesegyházat. Az érsekség továbbra is a Kalocsa-Bácsi érsekség nevet viselte, de ekkor már az érsekek inkább kalocsaiként, mintsem kalocsa-bácsi érsekként írtak alá.

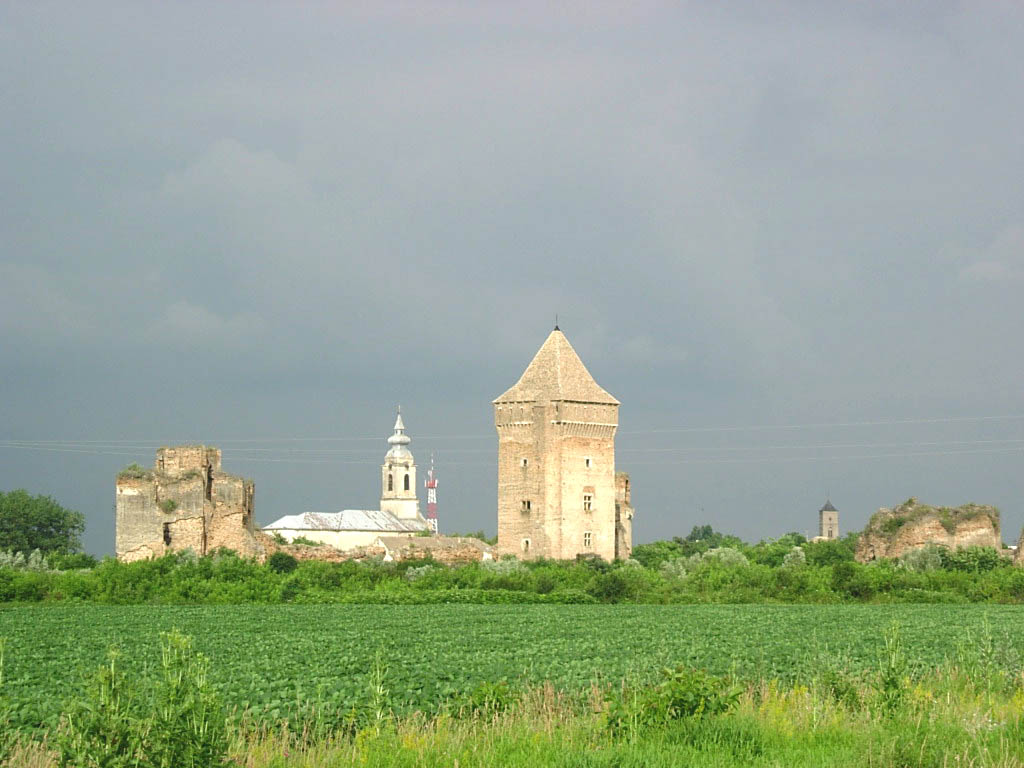
Bács városának középkori romjai

A Zentai csata után megújult az egyházi élet a Bácskában is. Már a „török időkben”, de főleg a 17. század végén, mindjárt a felszabadulást követő években, ortodox szerbek és katolikus horvátok (főleg a mai bunyevácok és sokácok elődei) telepednek le Bácska elnéptelenedett vidékeire. A magyarok visszatelepedése a vidékre ehhez képest késett: a magyar, német, szlovák, ruszin és ukrán lakosság telepítése Bácskába csak a 18. században nyert lendületet.

### Bácsi apostoli adminisztratúra
A trianoni békeszerződéssel (1918) a Kalocsa-Bácsi érsekség területének kétharmada az újonnan alakult Szerb-Horvát-Szlovén Királysághoz került. Tekintettel arra, hogy az érsekség központjával, a Kalocsán székelő érsekkel a kapcsolattartás szinte lehetetlenné vált, a Szentszék Szabadka székhellyel létrehozta a Bácskai apostoli adminisztratúrát (1923). E szervezeti egység hívői főleg magyarok, németek, horvátok és szlovákok voltak. Az adminisztratúra élén a szabadkai Szent Teréz-plébánia plébánosa, Lajčo Budanović állt, akit apostoli adminisztrátornak neveztek ki, majd 1927. május 1-jén püspökké szenteltek. A szabadkai Szent Teréz-plébánia keretében létrejött a bácskai „egyházi körzet” püspöki hivatala.
1936-ban a Bácskai apostoli adminisztratúra megtartotta első szinódusát, és ekkor kiadták az ún. bácskai törvénykönyvet is. Több új templomot építettek ebben az időben, és felépült a Paulinum elnevezésű papnevelde is. A lelkészek száma látványosan növekedett.
A második világháború idején, amikor Bácska ismét Magyarországhoz került, a Bácskai apostoli adminisztratúra mint a Kalocsai érsekség hatáskörébe tartozó hivatal működött. A magyar hatóságok Budanović püspököt internálták, aki házi őrizetben várta meg a háború végét. Amint a háború befejeződött, Budanović püspök ismét visszakerült a Bácskai apostoli adminisztratúra élére. Megélte a német lakosság teljes felszámolását egyházmegyéje területén, melynek során Bácska elveszítette híveinek egyharmadát. Miután a bácskai svábokat internálták, sok templom hívő és pap nélkül maradt Bácskában. Budanović püspök 1958. március 16-án hunyt el. Nyughelye a szabadkai székesegyház Boldogságos Szűz Mária Mennybemenetele oltáránál van.
Lajčo Budanović püspök halála után Matija Zvekanović (Zvekanović Mátyás) állt a Bácsi apostoli adminisztratúra élére, akit már 1956-ban segédpüspökké szenteltek Szabadkán. Az új adminisztrátor folytatta elődje munkáját: új plébániák és templomok létesültek, felépült az új Paulinum papnevelde és a Josefinum lelkész otthon. A montenegrói Kotori-öbölben, a Perastnál lévő Szent György-szigeten az egyházmegye papsága számára üdülőt hozott létre.

### A Szabadkai egyházmegye
VI. Pál pápa 1968. január 25-én a Bácskai apostoli adminisztratúra területén megalapította az új püspökséget, Szabadkai egyházmegye néven, Matija Zvekanovićot pedig kinevezte Szabadka első megyés püspökének. 1989. május 16-ig állt az egyházmegye élén, amikor II. János Pál pápa Pénzes Jánost nevezte ki új szabadkai megyés püspökké. Zvekanović püspök 1991. április 21-én hunyt el és a szabadkai székesegyház újonnan megépített püspöki sírboltjában temették el, a Szent József oltár közelében.

## Szervezet
A Szabadkai egyházmegye székhelye Szabadka, székesegyháza a szabadkai Szent Teréz-székesegyház. Az egyházmegye védőszentje Szent Pál apostol.
Amikor 1986. december 19-én II. János Pál pápa megalapította a Belgrádi érseki tartományt, a Szabadkai egyházmegye és a Nagybecskereki egyházmegye szuffragán püspökségként csatlakoztak hozzá.
A papnövendékek középfokú tanulmányaikat főleg a szabadkai Paulinumban (klasszikus nyelvi gimnáziumban, kisszemináriumban) végzik horvát és magyar nyelven. A magyar diákok számára az anyanyelvi képzés magyar nyelvből biztosított, heti négy órában tanulnak magyar nyelvet és irodalmat, és érettségit is tesznek belőle. A négyéves középfokú tanulmányok után a magyar papnövendékek rendszerint Magyarországon folytatják teológiai tanulmányaikat, a horvát nemzetiségűek Horvátországban, a szlovákok Szlovákiában. Pénzes János püspök gondot fordít arra, hogy a magyar papok megtanuljanak horvátul, a horvátok magyarul. Egyes kispapok számára lehetőség van arra is, hogy Olaszországban végezzék tanulmányaikat, ahonnan többen magiszteri, illetve doktori tudományos fokozattal térnek vissza.
A Szabadkai egyházmegye keretében Teológiai-Katehétikai Intézet is működik, magyar és horvát nyelvű ágazattal. Az intézetben a jövendőbeli hitoktatók, lelkipásztori-pasztorális munkatársak és diakónusok tanulnak.

### Az egyházmegyében szolgálatot teljesítő püspökök
| Fénykép | Név, beosztás  | Születési helye, ideje                 | Kinevezés dátuma                                 |
| ------- | -------------- | -------------------------------------- | ------------------------------------------------ |
|         | Fazekas Ferenc | Óbecse, 1958. szeptember 29. (66 éves) | szabadkai megyés püspök: 2023. október 7.        |
|         | Pénzes János   | Bajmok, 1943. augusztus 10. (81 éves)  | szabadkai nyugalmazott püspök: 1989. április 25. |

Amíg az egyházmegyének horvát püspöke volt, a magyarok szorgalmazták magyar segédpüspök kinevezését; Pénzes János kinevezése után egyes időszakokban a horvát közösség lobbizott a horvát nyelvű híveket ellátó segédpüspökért.

### Területi beosztás

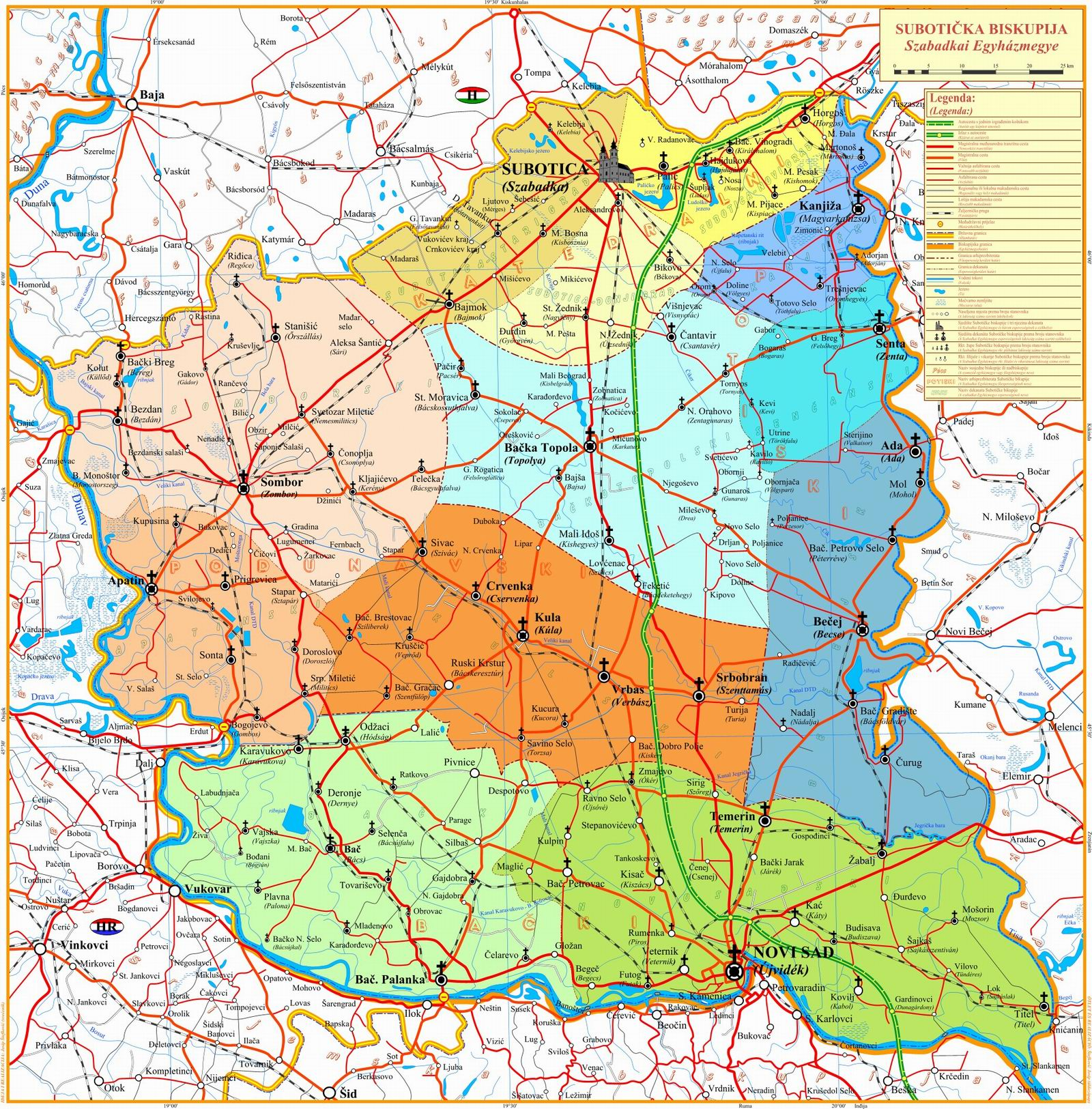
A Szabadkai egyházmegye térképe

Az egyházmegye négy főesperességre és ezek alatt tizenkét esperesi kerületre tagozódik.

### Egyházközségek
A plébániák száma 2018-ban 116, de ebből mintegy 30 csaknem teljesen elnéptelenedett, amióta a második világháború után a svábokat kitelepítették. Emiatt várható, hogy a szomszédos Nagybecskereki egyházmegyéhez hasonlóan felül kell vizsgálni az egyházmegye beosztását. Az egyházmegyében több mint 90 pap és 8 állandó diakónus szolgál.
Szabadkán, Bácson és Újvidéken ferencesrendiek, Zomborban karmelita szerzetes közösség működik. Az egyházmegye területéről számos jezsuita származik, akik jelenleg a magyar, illetve a horvát jezsuita rendtartomány keretében dolgoznak. Az egyházmegye területén a szerzetes nővérek négy rendbeli kongregációja tevékenykedik (két Ágoston rendi szerzetesnő közösség, valamint egy ferences és egy domonkos közösség). Számuk együttesen mintegy százra tehető.

## Tevékenységek

### Hitélet
A 2011-es népszámlálás idején területén mintegy egymillióan éltek, negyedük katolikus. Főként a Tisza mentén és Szabadka környékén élnek tömbben, de jelentősebb szórványtelepülések vannak a Duna mentén is. Az utóbbi években, Jugoszlávia felbomlása óta, a katolikusok száma a vidéken csökkent, részben az elvándorlás miatt (sok magyar hagyta el a Délvidéket az 1990-es évek háborúi következtében, és számos horvát család is az anyaországba költözött át), részben pedig az alacsony természetes szaporulat miatt.
Az egyházmegye híveinek kétharmada magyar, egyharmada horvát, utóbbiak főleg Szabadka környékén és a Duna mentén élnek. Bácsújfalut főként szlovákok lakják, felerészt katolikusok, felerészt evangélikusok. A szertartásokat főleg magyarul és horvát nyelven tartják, de ahol igény van rá, biztosítják a német és a szlovák nyelvű istentiszteletek is.
A Szabadkai egyházmegye területén a latin szertartású katolikusokon kívül számos bizánci szertartású katolikus is él, akik többnyire ruszin, illetve ukrán nyelvűek.
Doroszló ismert búcsújáró hely.

### Intézmények
Az egyházmegye Paulinum néven gimnáziumot működtet Szabadkán.